# Andrea Contarini

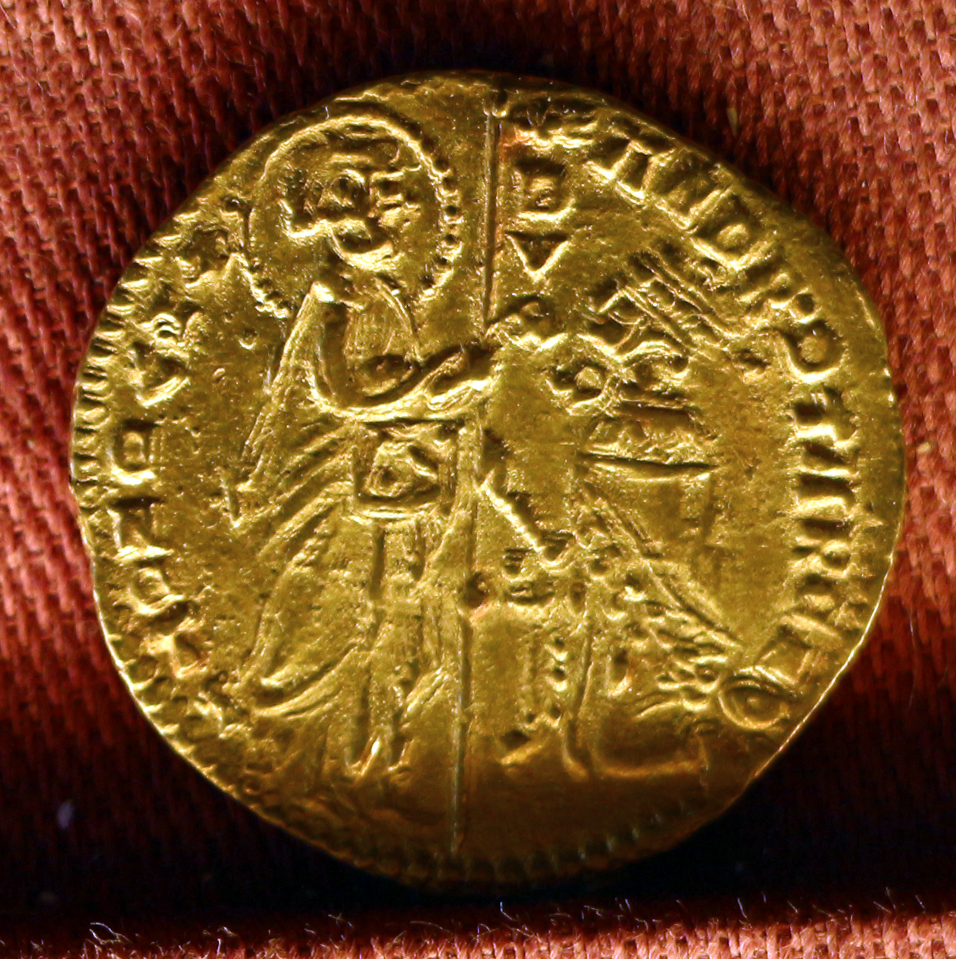
Unter Andrea Contarini geprägte Goldmünze

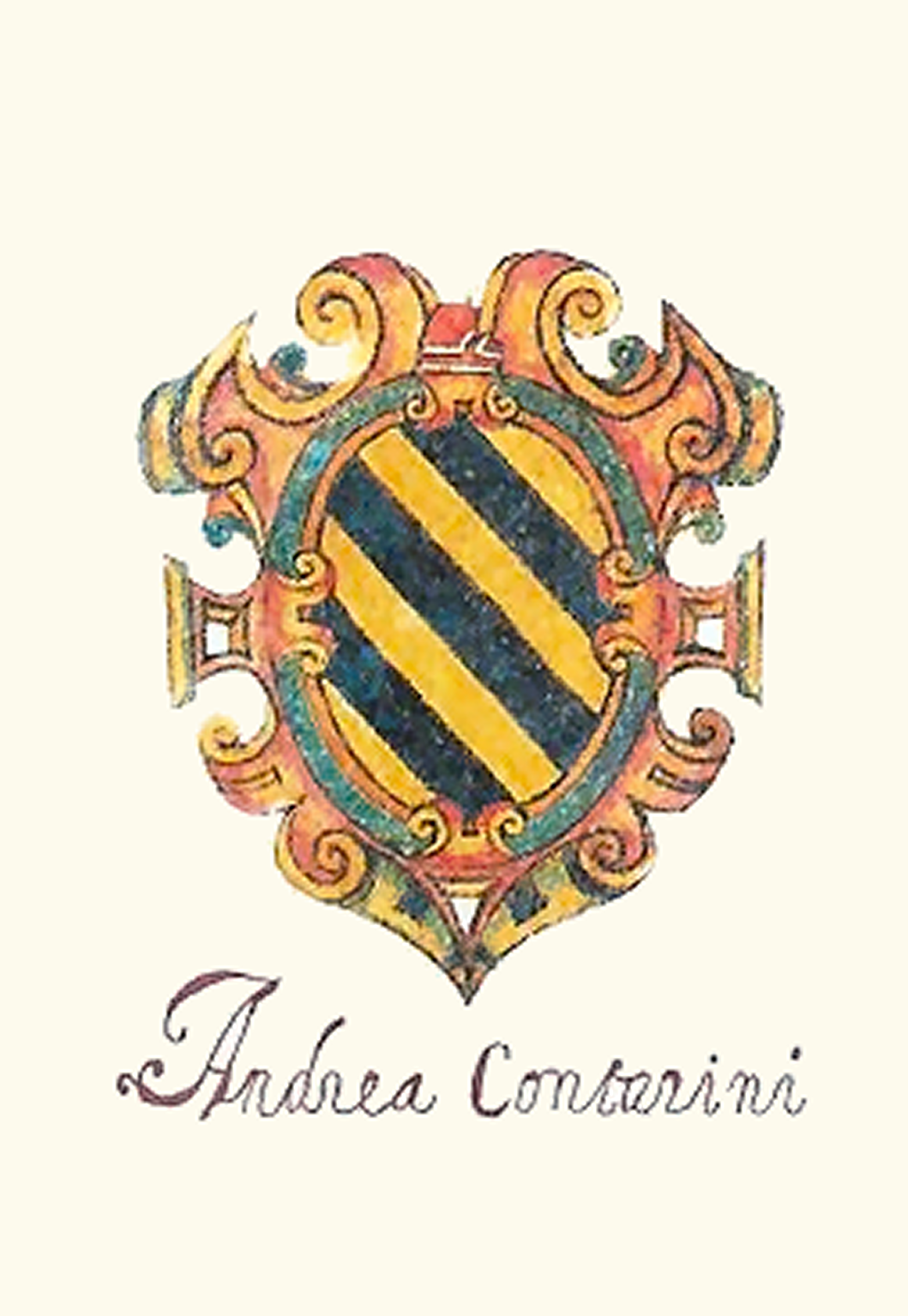
Wappen Andrea Contarinis, frühes 17. Jahrhundert

Andrea Contarini (* 1300/1302 in Venedig; † 5. Juni 1382 ebenda) war nach der Zählweise der staatlich gesteuerten Geschichtsschreibung der Republik Venedig ihr 60. Doge. Er regierte vom 27. Januar 1368, dem Zeitpunkt seines feierlichen Einzuges in Venedig, bis zu seinem Tod knapp vierzehn Jahre lang.
Contarini beendete, nachdem er als Richter Marino Falier mit verurteilt hatte, den Aufstand der Stadt Triest – das von 1382 bis 1918 österreichisch blieb – und den der Insel Kreta. Auch schloss er einen Frieden mit dem Herzogtum Österreich.
Aus einer Fehde mit Franz von Carrara, dem Signore von Padua, hatte sich ein Krieg mit Genua entsponnen, gewöhnlich der Chioggia-Krieg genannt. Dieser nahm eine höchst ungünstige Wendung, bis Contarini selbst den Oberbefehl übernahm und 1380 Chioggia zur Kapitulation zwang. So kam mit Genua 1381 der Friede von Turin zustande. Dieser beendete eine sich über fast eineinhalb Jahrhunderte erstreckende Kette von vier Kriegen zwischen den bedeutendsten Seehandelsmächten des Mittelmeerraumes. Contarini war der erste Doge, dem von Staats wegen eine Grabrede gehalten wurde.
Die heftigen Konflikte ereigneten sich vor dem Hintergrund einer schweren Versorgungs- und Finanzkrise, die durch die enormen Anspannungen zur Kriegsfinanzierung erst voll zur Entfaltung kam, und hinter der zugleich eine heftige Auseinandersetzung innerhalb des dominierenden städtischen Adels stand. Diese Konflikte konnten immerhin für einige Zeit gelöst werden.
Dabei schritt die zunehmende Entmachtung des Dogen, der schon lange kein Souverän mehr war, voran. Er war, wie die meisten Adligen, eher zu einem Amtsinhaber geworden, mit dem Unterschied, dass der Doge auf Lebenszeit gewählt wurde, und dass er in einer Reihe von zentralen Gremien mitentschied. Der Doge erhielt somit eine Sonderstellung und er wurde zunehmend zur Verkörperung des gesamten Gemeinwesens.

## Familie
Andrea Contarini war der zweite von acht Dogen aus der weitverzweigten Familie Contarini. Außer den Dogen ging eine große Anzahl von Prokuratoren aus der Familie hervor, aber auch Kardinäle, Patriarchen, Gelehrte und Flottenführer. Drei Frauen aus der Familie waren mit Dogen verheiratet, nämlich Elisabetta Contarini mit Francesco Dandolo, Contarina Contarini mit Nicolò Marcello und Cecilia Contarini mit Sebastiano Venier.

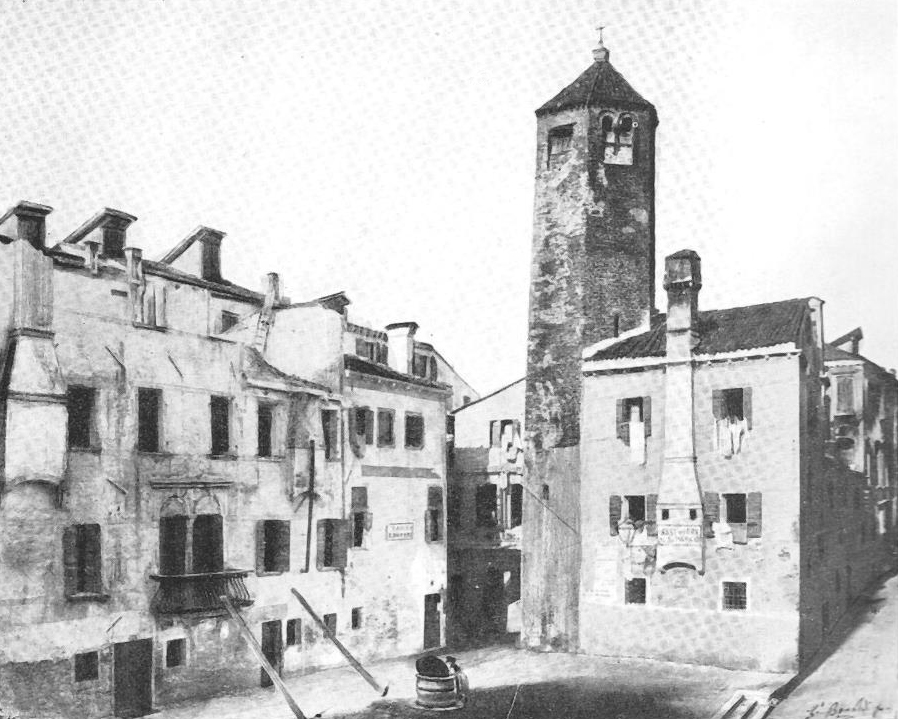
Die im 19. Jahrhundert abgerissene Kirche San Paternian, heute Campo Manin; der Glockenturm (Campanile) wurde 1871 abgerissen.

Andrea Contarinis Vater hieß Nicolò. Er gehörte zu dem Familienzweig der Contarini aus der Gemeinde San Paternian. Andreas Brüder hießen Tommaso, Marino, Almorò und Stefano. Letzterer tat sich als Galeerenkommandeur im Kampf gegen die Genuesen hervor.
Aus dem Testament, das Andrea Contarini auf seinem Sterbebett dem Notar und Großkanzler Rafaino de’ Caresini diktierte, geht hervor, dass seine Frau Costanza Morosini zwei Jahre vor ihm gestorben war. Die Namen eines unehelichen Kindes namens Marino und von vier ehelichen Kindern sind überliefert, nämlich Paolo, Bertucci, Antonia (sie heiratete Tommaso Giustiniani) und Contarina (die Maffeo Gradenigo heiratete). Dem letzteren hatte der Doge bei Antritt seines Amtes die Verwaltung seines persönlichen Besitzes übertragen.
Aus dem Zensus des Jahres 1379 geht hervor, dass dieses Vermögen auf 14.000 Dukaten geschätzt wurde. Weitere 20.000 kamen ihm als Dogen zu, doch geriet er in finanzielle Schwierigkeiten durch den Krieg gegen Genua. So musste er im September die Freistellung von Abgaben erbitten.

## Leben

### Legendenhafte Überlieferung, Prophezeiung
Über seine Jugend ist fast nichts bekannt, außer, dass er heimlich Frauenklöster besucht hat. In einer Art Vision erkannte er jedoch das Unrecht. In einem Traum sagte ihm Christus selbst angeblich die Dogenherrschaft voraus. Auch werde er ihm helfen, Venedig aus der schwersten Krise seit seiner Gründung zu führen. Eine ähnliche Legende schreibt diese Vorhersage einem Araber zu, dem Contarini in Syrien begegnet sei. Immerhin lässt sich daraus möglicherweise der Schluss ziehen, dass der spätere Doge sein Vermögen mit Handelsaktivitäten im östlichen Mittelmeer gemacht oder zumindest vergrößert hat.
Wie so oft in der venezianischen Geschichte dieser Zeit wird die Unsicherheit der Quellenlage noch dadurch verstärkt, dass sich die Vornamen in den großen Familien häuften, was zu Verwechslungen führen kann. So taucht in den Quellen ein anderer Andrea Contarini auf, auch er aus dem Nicolò-Zweig, aber aus Sant’ Agostin, wohnhaft in Santi Apostoli.

### Ämterlaufbahn

#### Podestà von Pirano und Parenzo,Contevon Spalato, Berater des Dogen, Prokurator (bis 1351)
Ohne diese politischen Ämter zeitlich genauer als in die Mitte des Jahrhunderts einordnen zu können, so war der spätere Doge wohl Podestà von Pirano und von Parenzo. Daneben taucht er in den Registern des Segretario alle voci auf, das jedoch nur die Zugehörigkeit zu bestimmten Ämtern notierte. Daraus geht hervor, dass er verschiedenen Ratsgremien, Ämtern und Regimenten angehörte, und dass ihm am 14. März 1350 der Titel eines Conte di Spalato zuerkannt wurde – er war also möglicherweise im heutigen Split tätig. Am 19. Januar 1351 wurde er Giudice dei Procuratori.

#### Im inneren Machtzirkel (ab 1351)
Ab dem 1. August 1351 war er Consigliere ducale, also Dogenberater, womit er im inneren Kreis der einflussreichsten Männer angelangt war. In dieser Stellung taucht er erneut von Ende 1358 bis in die ersten Monate des Folgejahres auf, dann wieder 1360. Am 3. Juni 1352 wurde er zum Procuratore di San Marco de citra gewählt. Er war damit vornehmlich für karitative Aufgaben zuständig, und für die Vollstreckung von Stiftungen und Testamenten, weniger für den Kirchenbau selbst.

#### Teilnahme am Prozess gegen Marino Falier (1355)
Eine wichtige Rolle erhielt Andrea Contarini während des Prozesses gegen den Dogen Marino Falier, der vom 15. bis zum 17. April 1355 stattfand. Der für Verschwörungen zuständige Rat der Zehn veranlasste die Gründung einer Zonta, einer zeitlich befristeten Kommission aus zwanzig ausgewählten Adligen. Unter ihnen befand sich, wenn auch ohne Stimmrecht, Andrea Contarini. Die Todesurteile, die gefällt wurden, dürften eine Ursache dafür gewesen sein, dass die Angehörigen dieser Zonta Waffen zu ihrer Verteidigung tragen durften, obwohl in Venedig das Tragen von Waffen bis auf sehr wenige Ausnahmen verboten war. Andrea Contarini war einer von den beiden Savi, die über Art und Höhe der Kompensation für einen gewissen Vendrame pellizer zu entscheiden hatten, der zu den Männern gehörte, die die Verschwörer verraten hatten.

#### Diplomatische Aufgaben bei Ungarn und am Kaiserhof (1356–1360)
Im Zusammenhang mit dem Krieg gegen Ungarn vor allem um Dalmatien ging er im August 1356, zusammen mit Michele Falier und dem Großkanzler Benintendi de’ Ravegnani in das Lager vor den Mauern von Treviso. Der König von Ungarn belagerte diese Stadt, so dass der dortige Podestà, der zum Dogen gewählt worden war, nämlich Giovanni Dolfin, nicht nach Venedig gelangen konnte. Doch weder akzeptierte der König die Vorschläge für einen Frieden, noch erlangte die Gesandtschaft den erhofften Geleitbrief für den frisch gewählten Dogen. Immerhin kam es zu einem kurzfristigen Waffenstillstand im November; dieselben Gesandten reisten an den Hof Ludwigs in Zagreb, wo sie nach dem 6. Januar 1357 ankamen. Zwar hielt Benintendi dort eine bedeutende Ansprache, von der lange angenommen wurde, sie stamme von Petrarca, doch erreichte auch diese Gesandtschaft nichts. Mit Beschluss vom 10. August 1357 unternahm man einen neuen Versuch, diesmal wieder in Treviso, doch die von Contarini geführte Gesandtschaft, zu der wieder der Großkanzler sowie Marco Giustinian gehörten, blieb ebenso erfolglos. Im Februar 1357 waren ungarische Emissäre nach Venedig gekommen, doch hatte Venedig die in seinen Augen maßlosen Forderungen des Königs abgelehnt.
Unsicherer ist die Überlieferung durch Caroldo über eine Mission in Ragusa, das sich 1357 von Venedig abwandte. Am 18. Februar 1358 kam es zu einem Friedensvertrag mit dem König von Ungarn. Venedig verlor zwar Dalmatien, konnte sich aber Treviso sichern. Da diese Stadt auf Reichsgebiet lag, suchte man eine rechtliche Absicherung bei Kaiser Karl IV. Andrea Contarini reiste nun an dessen Hof, konnte jedoch auch dort nichts erreichen. Erneut 1360 reiste Contarini an den ungarischen Hof, wieder mit Benintendi und Pietro Trevisan, die bereits 1358 in diplomatischem Auftrag nach Padua gereist waren. Francesco I. da Carrara hatte dort den Frieden gebrochen.
Neben all diesen Verhandlungen wurden Contarini weitere Aufgaben aufgetragen, in denen er eher im Hintergrund wirkte. So saß er in einer Reihe von Ausschüssen und beratenden Gremien, die der Große Rat, der Senat oder das Collegio regelmäßig einrichteten. Dabei saß er in einer Kommission, die sich Anfang 1356 mit dem Problemfeld Treviso befassen sollte. Contarini war einige Monate zuvor als Provveditore dort gewesen. Darüber hinaus wurde er ab dem 6. August 1357 als einer der drei Capi, der Häupter oder Vorsitzenden, eines aus 25 Männern bestehenden Kollegiums bestellt, deren Beschlüsse vom 25. November registriert wurden. Nach der Rückkehr aus Ungarn im Februar 1357 verhandelte er mit den ungarischen Emissären, oder einer Kommission, die zwischen Mai und Juni 1358 die Gesandtschaftsreisen nach Padua und Wien vorbereiteten.

#### Aufstand auf Kreta und weisungswidrige Rückkehr: Verurteilung und Ausschluss durch Senat undAvvogadori(1363)
1363 wurde Andrea Contarini als Gesandter und Provveditore nach Candia geschickt, der Hauptstadt der Insel Kreta, die im Gefolge des Vierten Kreuzzugs an Venedig gelangt und von dort besiedelt worden war. Die aufständischen venezianischen Siedler sollten aufgefordert werden, so der Auftrag vom 12. September 1363 an die insgesamt fünf Adligen, sich zu unterwerfen. Doch den Gesandten erschien es unmöglich, einen Frieden zu erreichen.
Die fünf Männer entschieden, gegen den Auftrag der Signoria, die Insel zu verlassen und nach Venedig zurückzukehren. In einem Prozess vor dem Senat und vor den Avvogadori di Comun wurde Contarini zur Zahlung von 200 Dukaten verurteilt. Auch wurde er von jedem Amt mit Bezug auf Candia ohne Befristung ausgeschlossen.

#### Weitere Tätigkeiten in Sondergremien, Gesandtschaft nach Avignon (1365, 1366)
Seiner diplomatischen Tätigkeit tat dieses Urteil keinen Abbruch. Wieder saß er in Kommissionen, wie der Zonta von 20 Männern, die der Senat im Januar 1365 berief. Contarini erhielt am 23. Februar 1365 den Auftrag, an den päpstlichen Hof nach Avignon zu reisen; erneut am 14. Februar 1366.
Ähnlich wie 1356 und 1361 wurde er 1365 zum dritten Mal als einer der fünf Correttori alla promissione ducale bestellt. Diese erweiterten bei jeder Dogenwahl dessen Amtseid, der immer neue Beschränkungen vorsah.

#### Wahl zum Dogen (1368)
Schon 1361, bei der Wahl Lorenzo Celsis, war der Name Andrea Contarini als möglicher Kandidat aufgetaucht. In der Zeit um den Tod des Dogen Marco Corner am 13. Januar 1368 hielt sich Contarini auf einem Landgut in Gambarare bei Mira auf. Dort erhielt er die Nachricht, er wäre am Abend des 20. Januar 1368 zum Dogen gewählt worden, eine Entscheidung, die am nächsten Tag öffentlich gemacht worden sei. Eine Zeit lang versuchte Contarini noch, sich dem Amt zu entziehen, wobei er sogar Verbannung und Vermögensverlust riskierte. Schließlich wurde er am 27. Januar über Chioggia feierlich nach Venedig geleitet und dort empfangen.

### Dogenamt

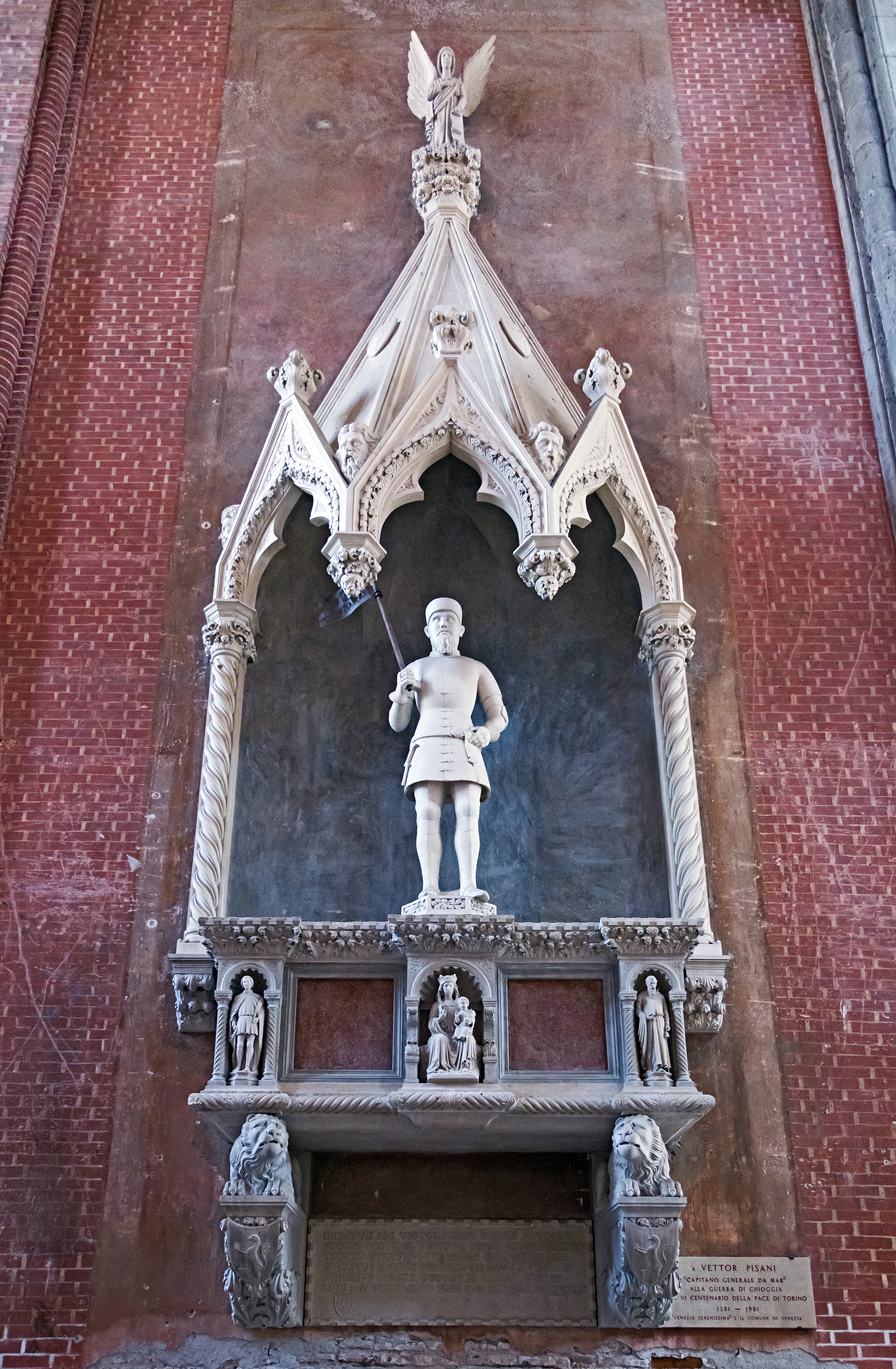
Monument für Vettor Pisani, der die Genuesen besiegte. Zur 600-Jahrfeier wurde 1981 eine Erinnerungsplakette angebracht.

Wie Enrico Dandolo, so war auch Andrea Contarini bei seiner Wahl bereits in hohem Alter. Wie jener im Vierten Kreuzzug, so führte Contarini Venedig im vierten Krieg gegen Genua. Diese Einordnung als ‚heroischer Doge‘, die etwa noch Andrea Da Mosto niederschrieb, überschätzt allerdings die Möglichkeiten, die ein Doge zu diesem Zeitpunkt noch hatte, um politisch oder militärisch hervorzutreten. Andererseits reizte Contarini die vorhandenen Möglichkeiten in zu dieser Zeit bereits ungewöhnlicher Weise aus.

#### Kämpfe um Triest und Padua, Ungarn
Angesichts der Veränderungen der venezianischen Verfassung, die sich über Jahrhunderte dahin orientierte, aus dem Dogen eher den obersten Amtsträger und die physische Repräsentation Venedigs zu machen, als einen Souverän, ist es praktisch nicht möglich, aus den Quellen herauszulesen, welchen Anteil der jeweilige Doge an den Entscheidungen Venedigs hatte. Dies gilt für die Rebellion der Kommune von Triest (1368–1369) ebenso wie für die Kämpfe mit Padua (1372), die wieder Ungarn auf den Plan riefen, und die im Friedenseid vor dem Dogen in Begleitung Francesco Petrarcas durch Francesco Novello endeten. Auch für den Krieg mit dem Herzog von Österreich gilt dies. Dem Dogen wird allerdings zugeschrieben, dass er das Verdienst hatte, den Krieg zu beenden. Ansonsten entwerfen die Geschichtsschreiber das Bild eines Mannes, der sich bis ins hohe Alter jeder kriegerischen Herausforderung stellte.

#### Krieg gegen Genua (1378–1381)
Dabei war der Chioggia-Krieg der Jahre 1378 bis 1381 der heftigste der vier Kriege, die die beiden Seemächte  im 13. und 14. Jahrhundert austrugen. Andrea Contarini setzte am 22. April 1378 Vettor Pisani in der Markuskirche als Oberkommandierenden der Flotte ein. Als das am Südrand der Lagune gelegene Chioggia in die Hände der Genuesen fiel, verkündigte er die Gegenmaßnahmen, und auch in den folgenden Monaten äußerte er sich offenbar sehr persönlich. Dies galt etwa für die Versammlung aller waffenfähigen Männer in der Kirche zum Klang der Glocken, die neuerliche Einsetzung Pisanis als Flottenführer, der, vom Volk zurückgerufen, nach der Niederlage vor Pola im Gefängnis gesessen hatte. Und schließlich führte der Doge selbst in der Nacht vom 21. auf den 22. Dezember auf der ersten von 34 Galeeren die Flotte aus der Lagune heraus zu den letzten Kampf mit den Genuesen, die die Lagune belagerten. Als der Doge am 23. April 1380 seinen Rücktritt anbot, lehnten dies die Dogenräte mit der Begründung ab, nur er könne die Auflösung der Armee aufhalten.

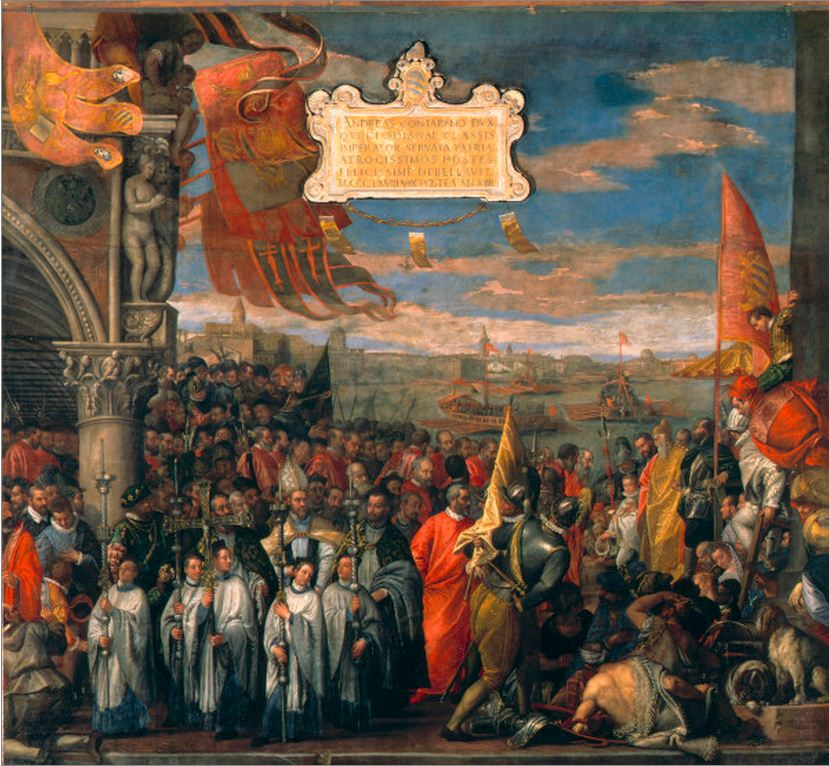
Paolo Veronese: Siegreiche Rückkehr des Dogen Andrea Contarini aus Chioggia, Saal des Großen Rates im Dogenpalast: „ANDREAS CONTARENO DVX / QVI CLODIANAE CLASSIS / IMPERATA SERVATOR PATRIA / ATROCISSIMOS HOSTES / FELICISSIME DEBELLAVIT. / M.CCC.LXVIII POSTEA ANN XIIII“

Diesen Mut und die Haltung feierten die Venezianer nach der Rückeroberung Chioggias und dem triumphalen Einzug in Venedig am 1. Juli. Dieser Einzug auf dem Bucintoro, dem venezianischen Staatsschiff, wurde von Paolo Veronese in einem der Gemälde im Saal des Großen Rates dargestellt, wo sich das Gemälde bis heute befindet. Der wohl erschöpfte Doge starb kaum ein Jahr später am 5. Juni 1382.

#### Interne Konflikte, Versorgungs- und Handelspolitik, Finanzpolitik

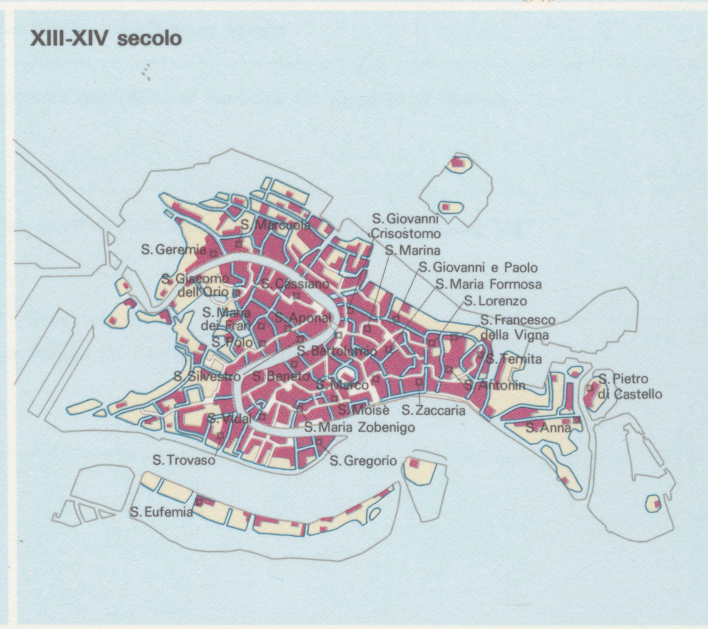
Karte der Inseln Venedigs im 13./14. Jahrhundert

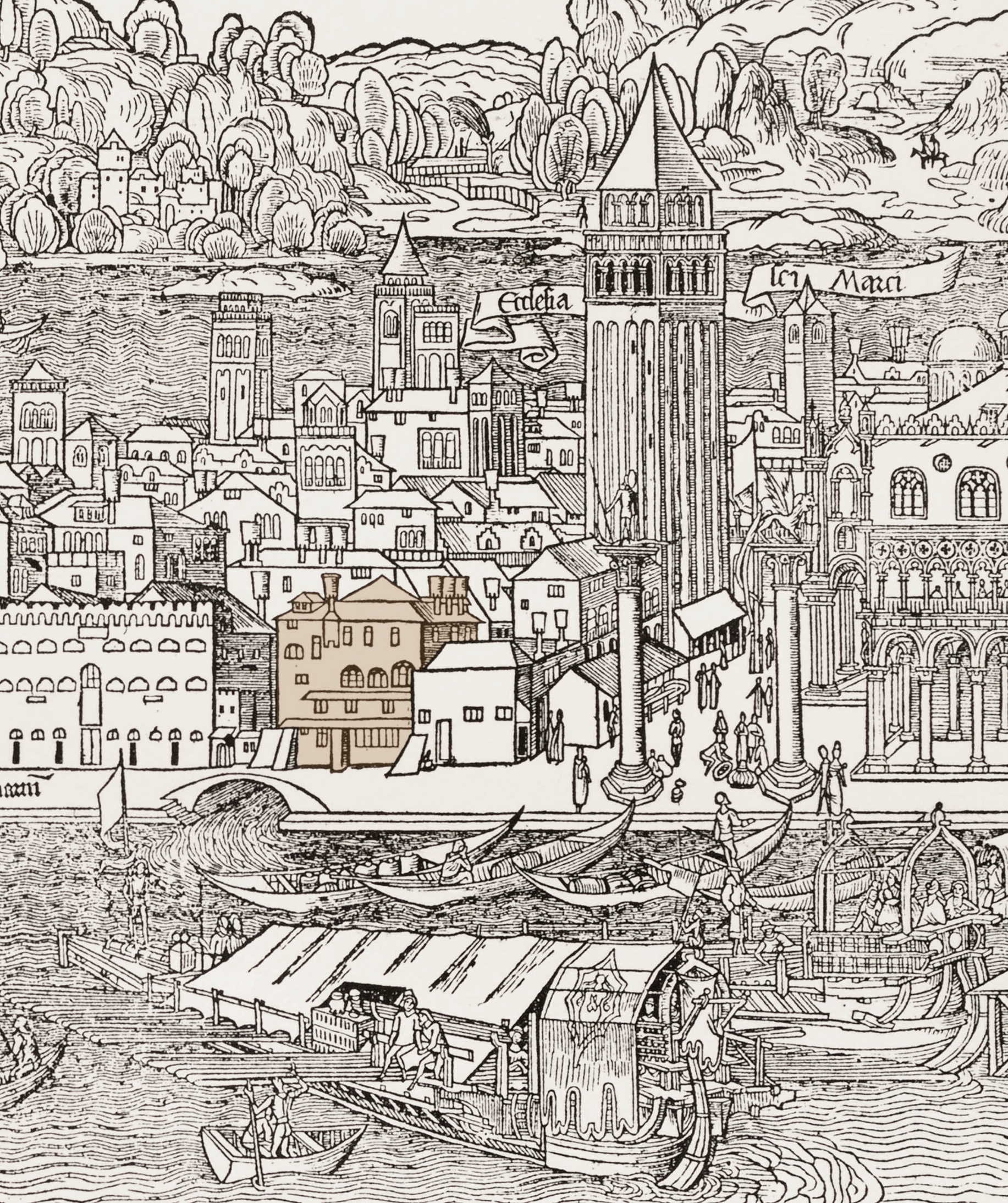
Die Münzstätte, Zecca genannt, im Jahr 1483; Detail eines Holzschnitts aus Bernhard von Breidenbach: Peregrinatio in Terram Sanctam, Erhard Reuwich, Mainz 1486 (Zecca eingefärbt)

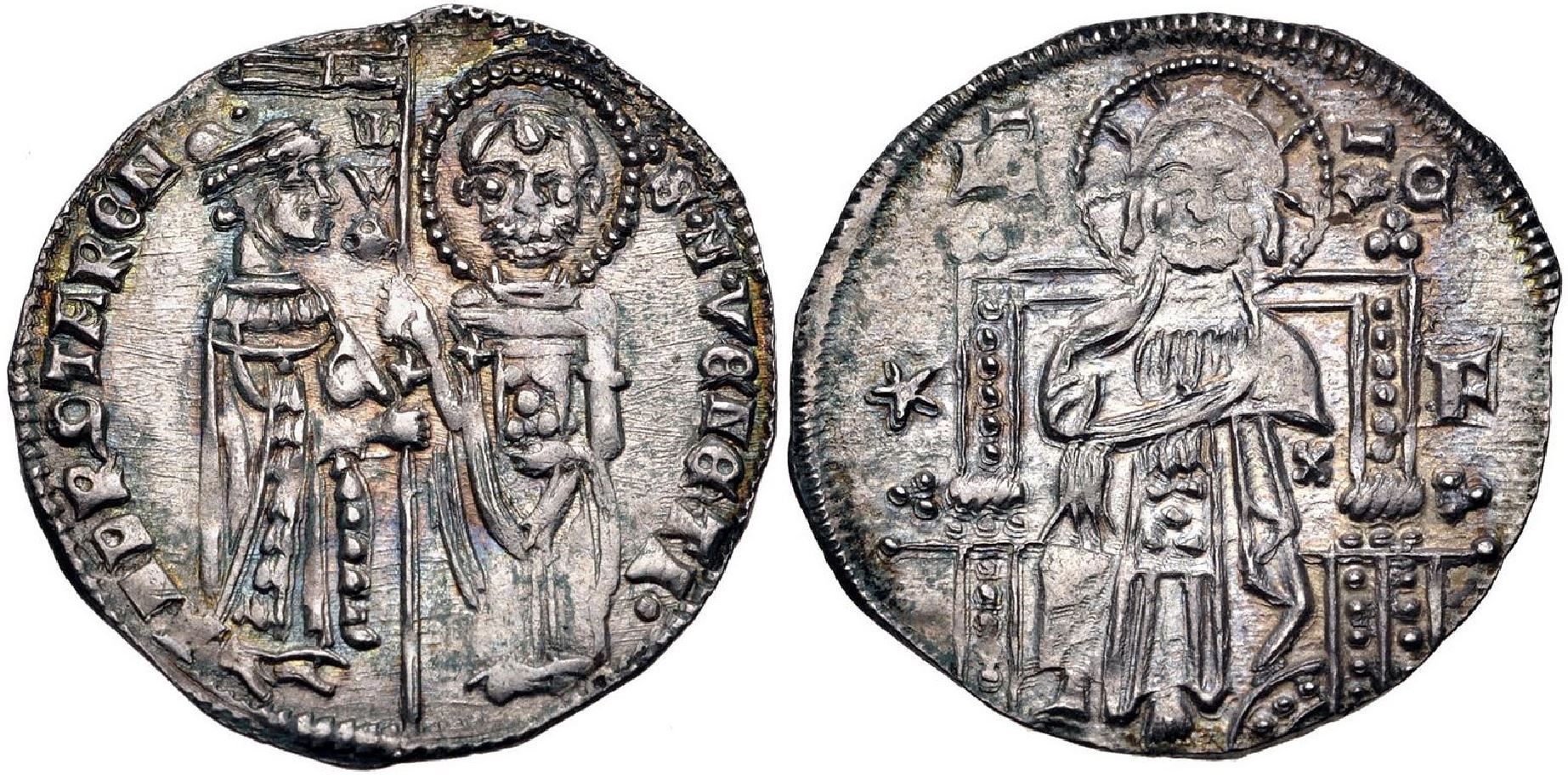
Eine Silbermünze, ein Grosso, geprägt unter Andrea Contarini, mit dem Dogen kniend vor dem Evangelisten Markus (Avers)

Dass sich die Amtszeit des Dogen nicht nur auf politischem und militärischem Gebiet als besonders schwierig darstellte, sondern auch auf der wirtschaftlichen Ebene, erwiesen schon die ersten Jahre, denn in den Jahren 1368 bis 1370 erwies es sich als äußerst schwierig war, Bevölkerung mit Lebensmitteln zu versorgen.
Doch danach scheint sich die Wirtschaftslage insgesamt gebessert zu haben. Die Bereitschaft wuchs, ausländisches Kapital und ausländische Händler nicht nur als Konkurrenz, sondern als notwendig zu begreifen. Die Versorgungspolitik veränderte sich nun radikal. Ab 1374 versuchte die Rogadia nicht mehr, die Getreidekammer wieder an ausschließlich kommunale Geldmittel zu binden (wie bis 1350), oder sie einem Kreditmarkt auszuliefern, der privilegierte venezianische Spekulanten anzog (wie bis 1374), sondern ihr im Rahmen einer Kredit- und Depositenwirtschaft größere Unabhängigkeit zu verschaffen. Das war nur möglich, weil spätestens mit dem Scheitern der letzten Machtkämpfe um die protektionistische Ausrichtung der venezianischen Wirtschaftspolitik (1372/73) wieder ausländisches Kapital zur Verfügung stand. Damit konnten einerseits Depositendienste angeboten werden, gegen Verzinsung, andererseits zeigte der Zusammenbruch der Zancani-Bank im Jahr 1375, dass der Kreditmarkt noch nicht flexibel genug für diese gewaltige Geldmittel erfordernde Aufgabe war.
Die Jahre 1373 und 1374 waren von einer mediterranen Hungerkrise überschattet, ausgelöst von extremen Regenfällen. Dies brachte die Kommune finanziell in erhebliche Bedrängnis. Um an dieser zentralen Stelle eingreifen zu können, wurde die Camera imprestitorum, die für die Anleihen zuständige Behörde, ebenso wie die Camera frumenti, die Getreidekammer, verstärkt der Aufsicht der Officiales super rationibus Comunis unterstellt, die die Abrechnungen prüften.
Aber die Anleihekammer wurde Mitte 1376, nachdem es zu militärischen Auseinandersetzungen mit den Habsburgern um einige Orte im Friaul gekommen war, abermals angewiesen, hohe Anleihen von jeweils 3 % des Vermögens aufzunehmen. Die außenpolitische Lage, die sich im Laufe der späten 70er Jahre enorm zuspitzte und schließlich in den Chioggia-Krieg mündete, erzwang nach wenigen Jahren abermalige Rückgriffe auf das auf Dauer untragbare System ständiger Zwangsanleihen, das die privaten Vermögen verschlungen hätte. 1380, auf dem Tiefpunkt des Vertrauens in die kommunale Zahlungsfähigkeit, reichte die Zahl der Kreditgeber nicht mehr aus, das System der Finanzierung durch Kredite brach endgültig zusammen.
Auf der Basis eines neuen Katasters erfasste man daheer 1379 sämtliche Anleihepflichtigen, von denen es nur gut 2.000 gab. Deren Finanzkraft war aber längst überfordert. Nun griff man zu anderen Maßnahmen, nämlich zu Abwertungen, um weitere Bevölkerungskreise zu zwingen, an der Kriegsfinanzierung teilzunehmen. Nachdem 1380 bereits der piccolo, die kleine Silbermünze für den alltäglichen Bedarf, drastisch abgewertet worden war (von 1:32 auf 1:43 im Verhältnis zum grosso), erreichte im Mai 1381 die Finanzkrise ihren Höhepunkt. Die Anleihescheine fielen auf 19 % ihres Ausgabekurses (die entsprechenden Quittungen waren, wie Bargeld, frei handelbar). Gleichzeitig stieg die Gesamtsumme der Anleihen zwischen 1377 und 1381 auf 107 % des Gesamtvermögens. Selbst unter der realistischen Annahme, dass das geschätzte Vermögen im Durchschnitt nur ein Viertel des tatsächlichen Gesamtwertes der selbstdeklarierten Vermögen betrug, heißt dies, dass annähernd 30 % des Vermögens praktisch unverzinst und auf unabsehbare Zeit in der Staatskasse verschwanden. Die endgültig nicht mehr Zahlungsfähigen konnten, statt Anleihen gegen Verzinsung zu erwerben, nun 40 % dieser Summe als Totalverlust überantworten. Konnten sie diese Beträge trotzdem nicht aufbringen, so wurde ihr mobiler und immobiler Besitz enteignet. Tatsächlich ging der Senat am 18. Mai 1381 davon aus, dass mindestens ein Viertel des Vermögens der Stadt als dauerhaft verloren galt. In dieser Notlage wurden Salz- und Weizenpreis drastisch erhöht, doch „nihil de ipsa venditur“, es wurde praktisch kein Weizen verkauft. Vor diesem Hintergrund ist der militärische Sieg und der besagte Triumphzug umso besser zu begreifen.

## Grabmal
Contarini wurde im Kreuzgang der Kirche Santo Stefano begraben. Das Grabmonument aus Marmor befindet sich heute in der Nähe der dortigen Cappella Contarini.

## Literatur

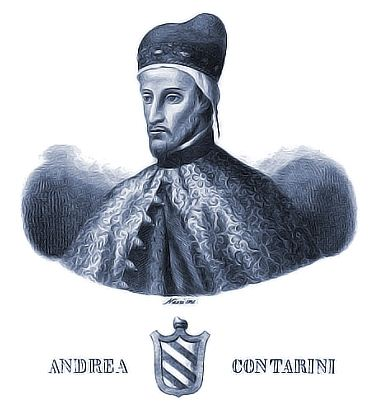
Antonio Nani: Serie dei Dogi di Venezia intagliati in rame da Antonio Nani, Venedig 1840, o. S. (der Kupferstich entstand vor 1834)